# Averrhoa carambola
Averrhoa carambola là một loài thực vật có hoa trong họ Chua me đất. Loài này được L. (Carl Linnaeus) mô tả khoa học đầu tiên năm 1753, khế có đầu tiên tại Ấn Độ. Averhoa carambola hay còn biết đến với cái tên cây khế và ở Việt Nam còn có sự tích "Ăn khế trả vàng".

## Hình ảnh

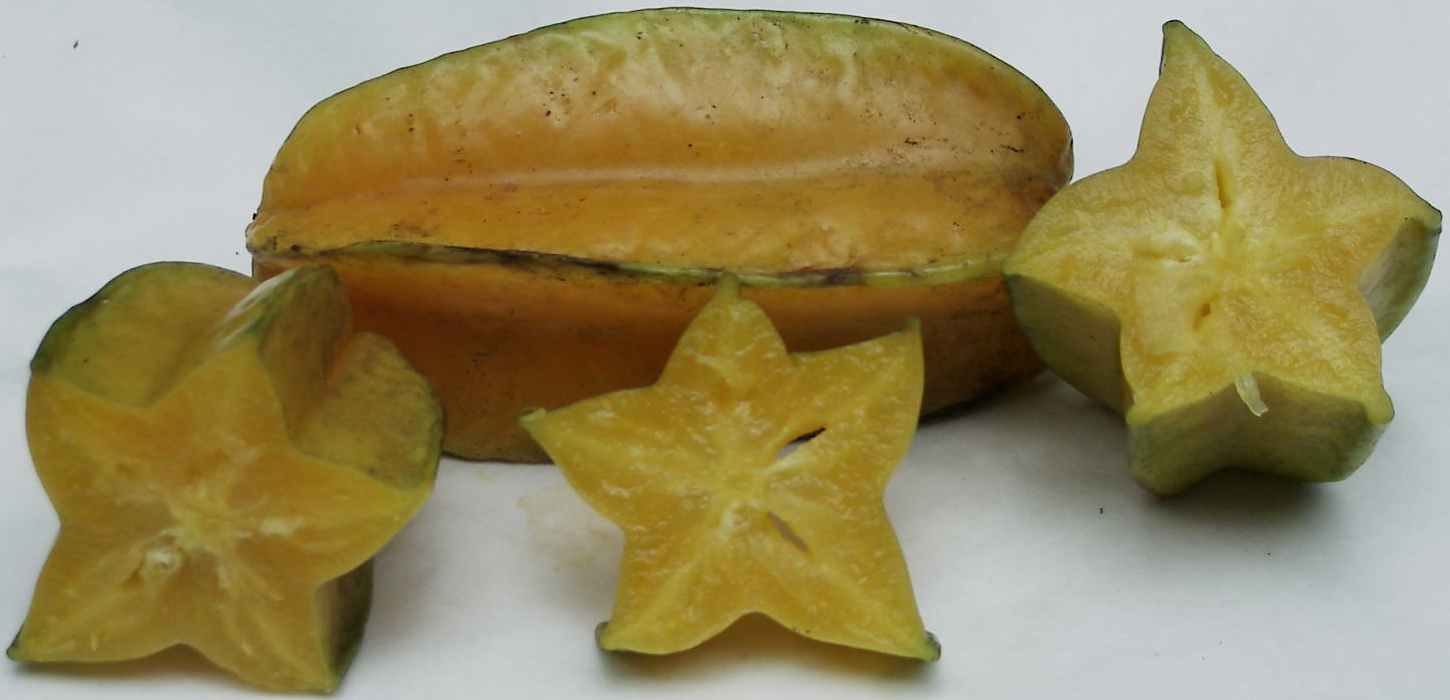
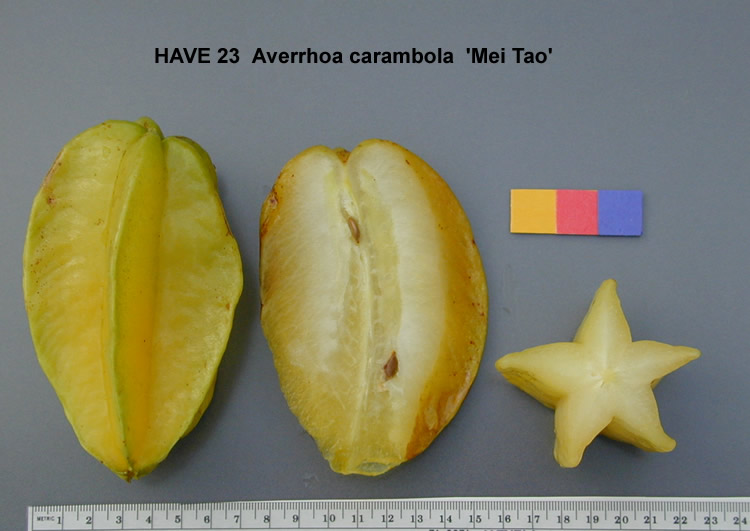
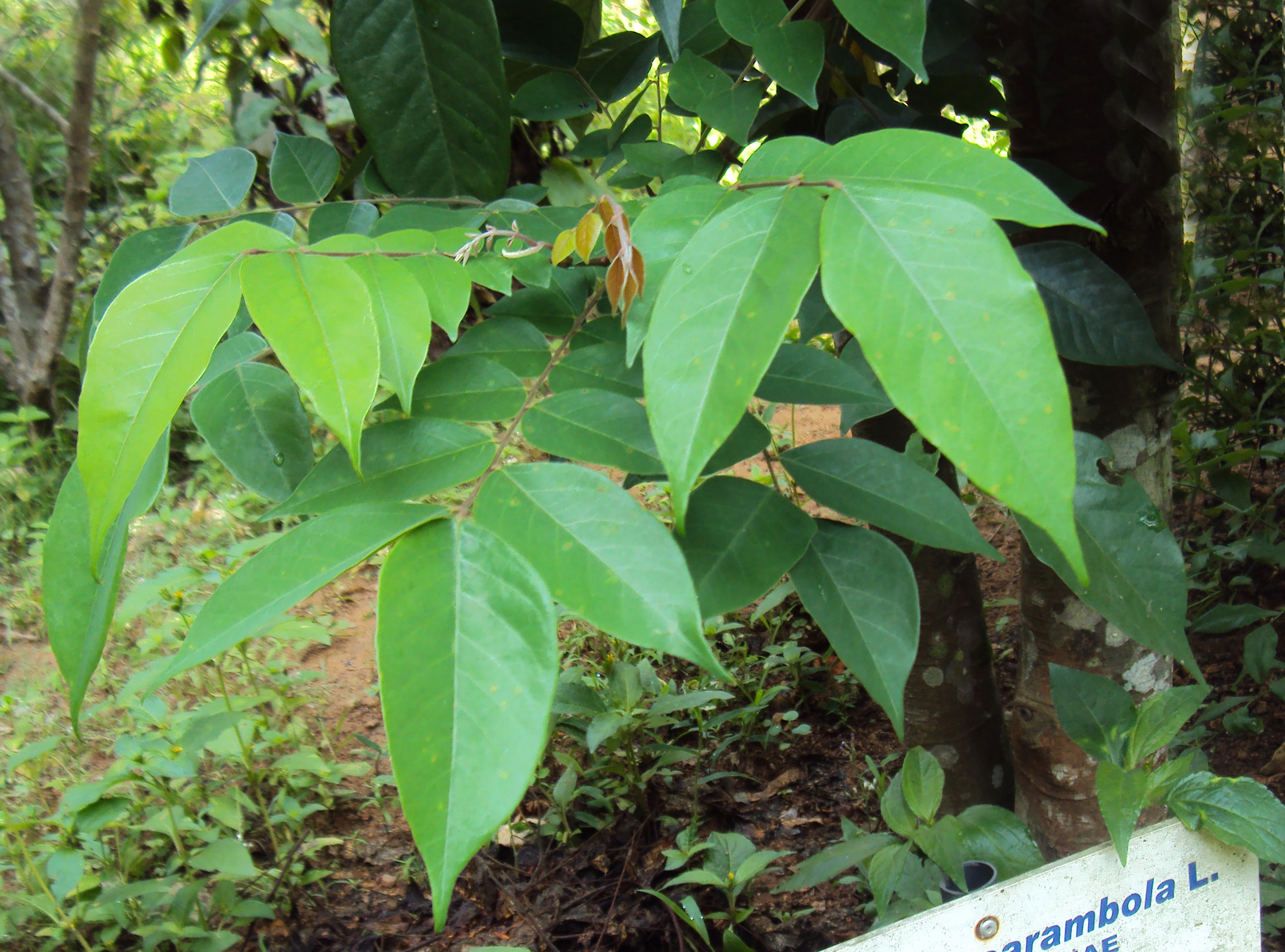
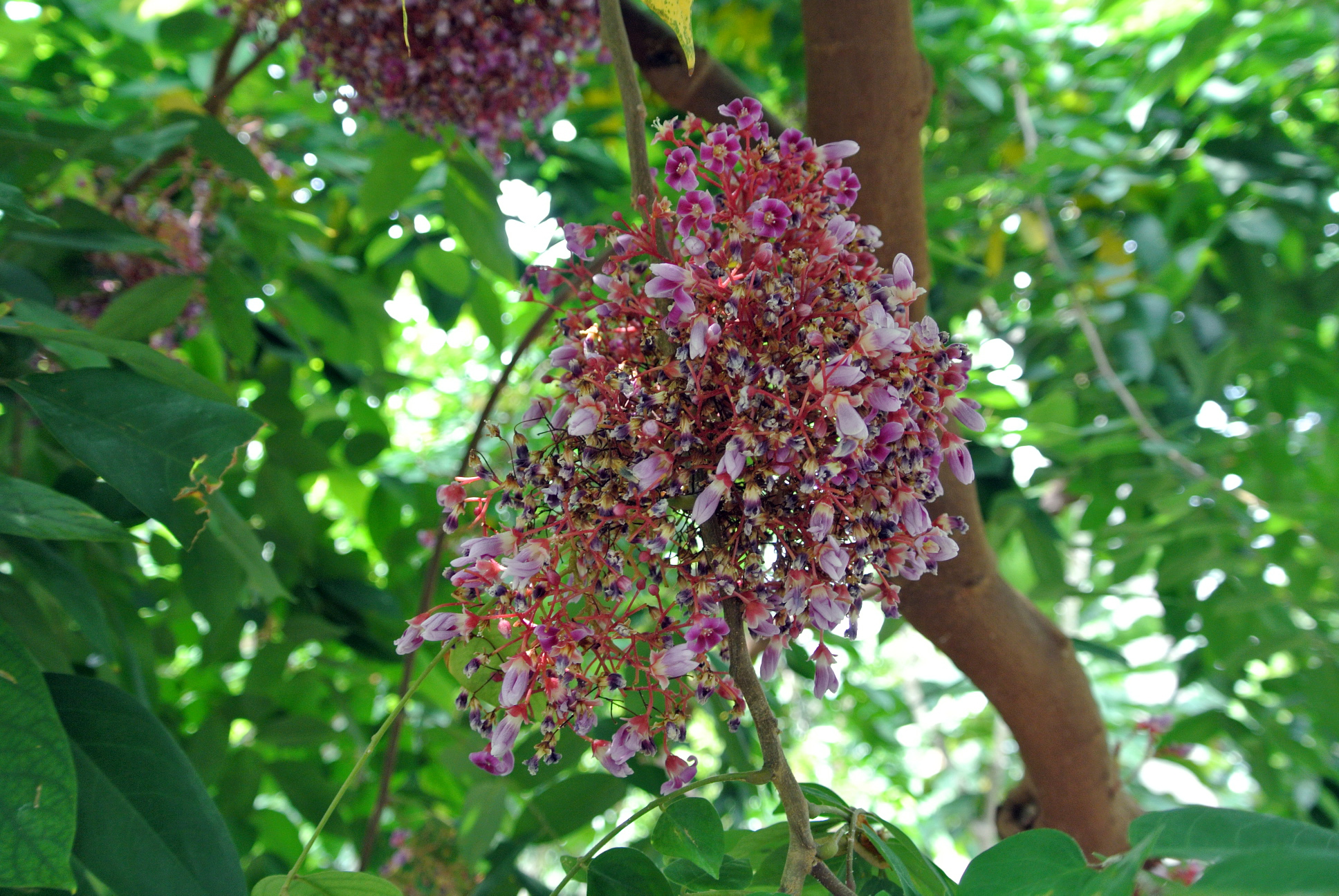